# ドンホー版画

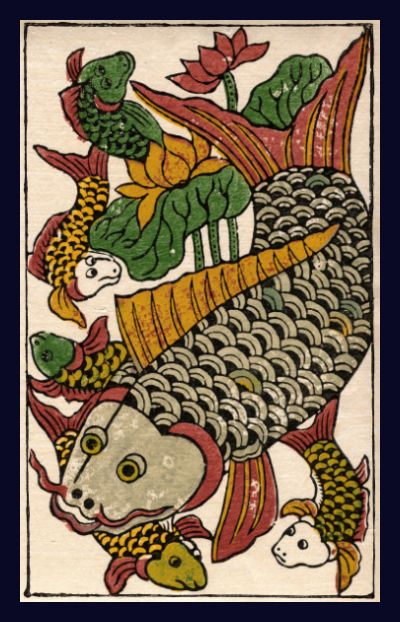
魚が描かれたドンホー版画

ドンホー版画（ドンホーはんが、ベトナム語：Tranh Đông Hồ、英語：Dong Ho Painting）は、ベトナム北部のバクニン省（北寧省）トゥアンタイン市社（順成市社）ドンホー村（東胡村）で製作されている伝統的な絵が描かれた版画。正式名称は東湖民間木版画（ベトナム語：Tranh khắc gỗ dân gian Đông Hồ / 幀刻楛民間東湖）。

## 概説
ベトナムの生活、風物詩、風刺などが描かれ、ベトナム語で現在は使われない漢字の言葉が添えられることがある。昔、貧しかった庶民が正月だけは華やかにしたい、また将来の幸福を願って作られたのがこのドンホー版画といわれ、現代ではめでたいもの、新年を祝賀する縁起物として旧正月（テト）の時期に家庭で飾られる。また、ベトナムの伝統的な版画として国際的に名の知られる存在となった現在、外国人観光客が買い求めることが多い。
画材には全て、自然の材料が使われる。版画に使われている紙は「ゾー」という木の樹脂からできていて、絵具も多様な木の葉を使っている。絵具の耐久力は強く、太陽光にさらされても色褪せしにくいという特徴がある。

### 歴史
ドンホー版画が製作されるようになったのは16世紀頃とされている。17世紀～18世紀に掛けて発展したといわれるが、諸説あって定かなことは分かっていない。